# Luvuyo Memela
Luvuyo Memela (sinh ngày 18 tháng 9 năm 1987 ở Cape Town) là một cầu thủ bóng đá người Nam Phi. Hiện tại anh thi đấu cho Orlando Pirates.